# KFR-Ventil
Ein KFR-Ventil ist ein kombiniertes Freistromventil mit Rückflussverhinderer. 
Diese Absperr- und Durchgangsventile werden meist als KSR-Ventil (kombiniertes Schrägsitz-Rückschlagventil) angeboten, die besonders strömungsgünstig geformt sind, um Druckverlust und Geräusche zu reduzieren. Der integrierte, kontrollierbare Rückflussverhinderer sichert bei einer Installation hinter dem Wasserzähler das Trinkwassersystem des Wasserversorgungsverbandes(WVV) gegen Rückfließen des Brauchwassers in die Anschlussleitung. 
Ein KFR-Ventil ist an der in Flussrichtung „vor dem Ventilteller“ sitzenden Prüfschraube oder einem grünen Ring an seinem Oberteil zu erkennen. Mit der Prüfschraube wird die Funktionstüchtigkeit des Rückflussverhinderers überprüft. Viele Ventile besitzen zusätzlich einen kleinen Ablaßhahn zur Entleerung der Rohrleitung, welcher in Flussrichtung „nach dem Ventilteller“ angeordnet ist.
Entsprechend DIN EN 1717 (alt DIN 1988) muss ein Rückflussverhinderer am Hausanschluss der Trinkwasserinstallation „in Strömungsrichtung hinter“ dem Wasserzähler eingebaut werden. Dies geschieht üblicherweise entweder in Form eines KFR-Ventils oder eines Absperrventiles mit separaten Rückflussverhinderers. Dieser Rückflussverhinderer ist vom Betreiber der Hausinstallation stets in betriebsfähigem Zustand zu halten. Es muss regelmäßig geprüft werden, ob das Ventil tatsächlich keinen Rückfluss erlaubt.
Ein KFR-Ventil muss immer entsprechend der auf dem Ventil markierten Pfeilrichtung eingebaut werden, sonst kommt es zu Flusswiderständen/Druckverlust und der Ventilteller könnte sich lösen.